# 滄州 (北魏)
滄州（そうしゅう）は、中国にかつて存在した州。
517年（熙平2年）、北魏により瀛州及び冀州の一部に設置された。606年（大業2年）、隋代により廃止となり、管轄県は棣州に移管された。

## 下部行政区画
- 浮陽郡
  - 浮陽県
  - 饒安県
  - 高成県
- 楽陵郡
  - 楽陵県
  - 陽信県